# یواس‌اس برادواتر (ای‌پی‌ای-۱۳۹)
یواس‌اس برادواتر (ای‌پی‌ای-۱۳۹) (به انگلیسی: USS Broadwater (APA-139)) یک کشتی بود که طول آن ۴۵۵ فوت (۱۳۹ متر) بود. این کشتی در سال ۱۹۴۴ ساخته شد.